# دیک باتلر (بازیکن فوتبال)
دیک باتلر (انگلیسی: Dick Butler; ۱۸ نوامبر ۱۹۱۱ – ژوئن ۱۹۸۴ (۷۲ ساله)) بازیکن فوتبال اهل بریتانیا بود.
از باشگاه‌هایی که در آن بازی کرده‌است می‌توان به باشگاه فوتبال کرو آلکساندرا و باشگاه فوتبال بیرمنگام سیتی اشاره کرد.